# Cherré (Maine e Loira)
Cherré è un ex comune francese di 530 abitanti situato nel dipartimento del Maine e Loira nella regione dei Paesi della Loira. Dal 15 dicembre 2016 il comune è accorpato al nuovo comune di Les Hauts-d'Anjou.

## Società

### Evoluzione demografica
Abitanti censiti